# 北キプロス・トルコ共和国

北キプロス・トルコ共和国
Kuzey Kıbrıs Türk Cumhuriyeti

国の標語：なし
国歌：İstiklal Marşı（トルコ語）
独立行進曲

1. 
2. 
3. 
4. 
5. 

北キプロス・トルコ共和国（きたキプロス・トルコきょうわこく、トルコ語: Kuzey Kıbrıs Türk Cumhuriyeti; KKTC）、通称北キプロスは、キプロス島の北部に存在する国である。また、未承認国家でもある。1983年、隣国トルコの軍事的な後ろ盾を得て、キプロス共和国からの独立を宣言した。トルコ以外からの国家承認は受けていないが、キプロス共和国の実効支配は及んでいない。

## 歴史
1960年にイギリスからの独立を達成したキプロスでは、人口の8割を占めるギリシャ系住民を中心にギリシャとの合併を求める声が根強く存在していた。これを背景に1974年7月15日、ギリシャ合併推進派によるクーデターが発生、それに対しトルコはトルコ系住民の保護を目的に派兵しキプロス島北部を占領した。以後、キプロス全島からトルコ軍占領地域にトルコ系住民が移住する一方、トルコ軍占領地域内のギリシャ系住民は南部に続々と脱出、トルコ系住民が圧倒的多数派を占める北キプロスの版図が確立された。

1983年-1984年の国旗。国旗が赤と白で反転されている。

トルコ系住民はトルコの庇護のもと、翌1975年にキプロス連邦トルコ人共和国を結成し、キプロス共和国の連邦国家としての再編成を要求した。これを受け1970年代を通じて国際連合の仲介により断続的に統合交渉がもたれたが、南キプロスがクーデター以前の体制の復活を要求したのに対し、北キプロスは南北キプロスによる対等な連邦国家樹立を要求するなど交渉は折り合いを見せず、北キプロス側は1983年11月15日に独立を宣言した。これにより両国の分断状態は確定したものとなった。
2004年、国連は連邦制による再統合案を示して交渉を仲介し、南北同時住民投票にこぎつけたが、南側の反対多数により否決された。この結果を受けて分断状態の長期化、固定化を懸念したヨーロッパ連合（EU）は北キプロスの経済支援を開始し、直接通商の解禁を表明するなど北キプロスを独立国家として認め、実質的に国際社会へ参加させようという動きも起き始めている。
2016年11月7日、南北キプロスの再統合交渉がスイスのモンペルランにて開催。再統合後に連邦制を採用することが合意され、年内の包括合意を目指して協議を進めることとなったが、トルコ軍の駐留を巡る対立により交渉は決裂した。

## 政治
国家元首は大統領。分割以前にキプロス共和国副大統領だったトルコ系有力政治家のラウフ・デンクタシュが1975年にトルコ系住民地区に立てられたキプロス連邦トルコ人共和国の大統領に就任し、1983年の一方的な独立宣言後も続けて大統領の座にあり、2005年に退任するまで合計30年もの間務めた。1985年に定められた憲法により、大統領の任期は5年と定められている。
立法は一院制の共和国議会（定員50名、任期5年）で、議院内閣制にもとづいて首相が置かれる。司法は長官と7名の判事を擁する最高裁判所が司る。

## 国防
国防はトルコに依存しており、現在も支配領域には数万人規模のトルコ軍が駐留する。北キプロスに軍は存在しないが、警備隊を保有している。沿岸警備隊と警備隊航空司令部があり、警備隊航空司令部はAS 532 (航空機)を2機保有しており、兵員輸送や哨戒、捜索救難に使用する。なおラウンデルは存在しない。沿岸警備隊は16隻の艦船を保有している。

## 国際関係
2023年7月27日現在、北キプロスを国家承認する国はトルコ共和国以外に存在しない。（一方のキプロス共和国は国際連合加盟国の193ヶ国中、トルコ以外の192ヶ国から国家承認を得ている）キプロス共和国からの分離に至る経緯から、建前としては独立国家という形をとっているが、独立後も実際にはトルコの強い影響下に置かれている傀儡政権とみられている。首都レフコシャ（ニコシアのトルコ語名）において、国会の建物よりもトルコ大使館の方が大きい。そのため、トルコ軍の支援なしに独立できなかったのだから国家の要件たる実効的支配をなしうる政府が欠けているとして、北キプロスは国家として国際法上成立していないとする学説もある（小寺他「講義国際法」より）。前述のとおり日本政府は北キプロスを国家承認しておらず、その領土については「トルコ軍実効支配地域」と呼称している。
元々、キプロス共和国の独立（1960年）以前から、トルコ系住民の間にはキプロス島をトルコ系とギリシャ系の領域に分割してトルコに帰属させるべきとの主張があり、トルコはキプロス問題の行方によっては北キプロスを併合することもありえるとしてきたほどである。近年のトルコ共和国は、国際連合案による統合住民投票に賛成するなど、EU加盟交渉をにらんでキプロス問題に対する態度を柔軟化させているが、一方で依然として南のキプロス共和国の承認を拒み、北キプロスから手を引かない姿勢も見せている。2020年11月15日、北キプロスを訪問していたトルコのレジェップ・タイイップ・エルドアン大統領は、南北統合に対して否定的な見解を述べた。
ヨーロッパ諸国は、1974年のトルコによる北キプロス占領以来、北キプロスに対して経済制裁を加え、通航、通商などを厳しく制限してきた。2004年にはキプロス共和国のヨーロッパ連合(EU)加盟に先立って行われた住民投票で北キプロスの住民の大多数が再統合に賛成したことが評価され、EUは経済制裁の解除、経済支援の実施を表明したが、加盟国キプロス共和国の反対などにより規模を制限された。
また、トルコも参加するイスラム諸国会議機構 (OIC) は以前から北キプロスをオブザーバーとして参加させてきたが、2004年に参加体の名目を「キプロス・ムスリム・トルコ共同体」から「トルコ系キプロス政府」に改めた。ただし、この措置はOICがキプロスを国家として承認したわけではなく、先の住民投票で用いられた北キプロス政府に対する呼称を尊重したものであると説明されている。
2022年よりテュルク諸国機構のオブザーバーとなる。

## 地方行政区分
国土面積（実効支配地域）はキプロス島の約36%を占め、現在の沖縄県に奄美群島を足した面積にほぼ等しい。北キプロスは6つの地区に分かれている。

## 経済
トルコのみが承認する独立国家であるという事情から、貿易相手がトルコのみに限られ、外国からの資本導入も難しいという事情のために、欧州連合加盟を果たした南キプロスに対して、大きな経済格差を起こしている。北キプロス独自の通貨はなく、トルコの通貨を用いている。2005年の新トルコリラ導入を経て、現在の通貨はトルコリラ（TRY）である。トルコに経済的に依存しているため、1990年代以降、旧トルコリラ（TRL）のインフレーションの影響を受けて苦しんだ。
観光客の誘致を進めるために、トルコでは禁止されているカジノがあるが、後述する交通の問題と入国上の不利もあり、観光産業は南キプロスと比べると好調とは言えない。
近年では教育産業が意外な発展を遂げている。欧州・アフリカ・中東のいずれからも近く、強大なトルコ軍の支援があるため治安がよい。また欧州よりも生活費が安く、英語で授業を受けることができる。この地域特有の理由としてグリーンラインなど国家分断の現実を目の当たりに出来る事から、政治家や外交官を目指して政治学や国際関係学を志す学生に「魅力的」な環境という。ほかに目立った産業がないこともあって、北キプロスでは2009年の歳入の1割以上が大学関連収入となっている。
2008年の推定GDPは39億ドル。一人当たりGDPはキプロス共和国の約2/3と推計されている。

## 住民
キプロス全域に住むトルコ系住民の98.7%が居住しているといわれ、トルコ共和国から移住してきたトルコ人とあわせてトルコ語を母語とするトルコ系住民が全人口の99%を占める。
宗教は99%がムスリム（イスラム教徒）で、ごく少数のギリシャ系の正教会信徒のほか、マロン派キリスト教徒、バハイ教徒などがいる。

## 観光

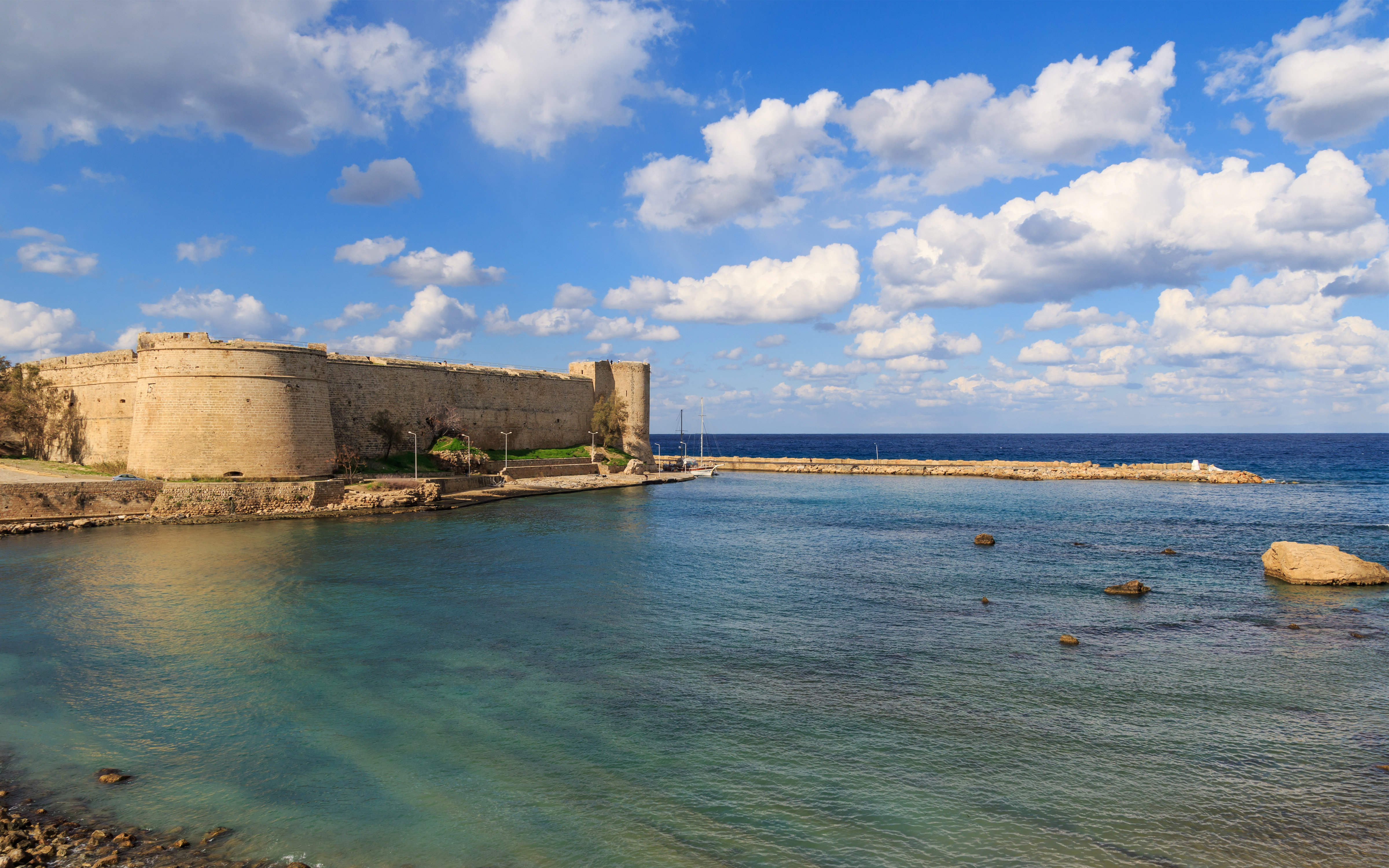
中北部ギルネ（英語名キレニア）の古城

国営のキプロス・トルコ航空 (Kıbrıs Türk Hava Yolları) がレフコシャのエルジャン (Ercan) 空港とトルコのイスタンブール、アンカラ、イズミル、アダナの各都市の間を結ぶ便のほか、トルコ本土経由ロンドンへの便も運航していたが、2010年6月21日にトルコ政府により運航停止となった。なお、キプロス・トルコ航空の航空機は、国籍記号にトルコのTCを用いていた。
北キプロスは独立国として国際的に承認されていないため、パスポートに北キプロス入国印が押されていると、キプロス共和国に不法入国したとみなされ、南キプロスとギリシャへの入国ができなくなる。ただ、この問題は入国審査の際、北キプロス入国印を別紙に押してもらうことで回避することができる。
首都レフコシャ（Lefkoşa 英語名ニコシア）は、円形の城壁を持つが、町の中心に国連の設定した緩衝地帯（グリーンライン）がひかれ、北キプロスと南キプロスに分断されている。レフコシャやギルネを始め、東ローマ帝国、オスマン帝国の残したモスク、修道院、城などの遺跡が多い。東部のガーズィマウサ（Gazimağusa 英語名ファマグスタ）の海岸沿いにある
マラシュ（英語名ヴァローシャ）地区には、放棄されたおびただしい数のホテル群とギリシャ人居住区が今も残る。
南北間の往来に関しては、これまでは外国人のみレフコシャのレドラパレスホテルにある検問所を通過する形での、南から北への1日訪問のみが可能であったが、2005年よりキプロス共和国、北キプロス・トルコ共和国間の往来に関する規制が大幅に緩和され、南北キプロス国民の往来も可能となった。また、従来のレドラパレスホテルの南側の検問所に加え、レフコシャ繁華街のレドラ通りなど島内7か所のチェックポイントにてキプロス共和国側の係官にパスポートを提示した上で、北側の検問所において別紙に入国証印を捺印する形式がとられるようになった。南側から入国した場合の南北越境は自由だが、北側に最初に入国した場合の越境はEU市民に限られている。なお、現在では捺印式は廃止され、代わって出入国時にはパスポートをスキャンする方式へと変更されている。
なおキプロス共和国側は、合法的な往来に際しても、北キプロス国内において占領当時ギリシャ系キプロス人が所有していたホテルへの宿泊を行うことは訴訟のリスクを負うものだとする公式見解を発し、注意を呼びかけている。